# Quality Hotel Friends
Quality Hotel Friends is een hotel in de Zweedse gemeente Solna. Het hotel ging in 2013 open en behoort tot de groep Choice Hotels. Met een hoogte van 90 meter staat het op de vierde plaats van hoogste gebouwen van Zweden.